# 21 de maig
El 21 de maig és el cent quaranta-unè dia de l'any del calendari gregorià i el cent quaranta-dosè en els anys de traspàs. Queden 224 dies per a finalitzar l'any.

## Esdeveniments
Països Catalans
- 1363 - València: Pere el Cruel de Castella, ataca la ciutat i hi comença un setge que durarà fins al 10 de juny, quan es retirarà a causa de l'heroica defensa dels valencians, comandants per l'infant Alfons (Guerra dels Dos Peres).
- 1462 - Saragossa (l'Aragó): Joan II hi signa el tractat de Baiona.[1]
- 1981: Terra Lliure atempta contra Federico Jiménez Losantos.

Resta del món
- 1813 - Bautzen (Saxònia, Alemanya): l'exèrcit napoleònic venç en la batalla de Bautzen contra la Sisena Coalició en el marc de les guerres Napoleòniques.
- 1972 - Ciutat del Vaticà: un malalt mental ataca a cops de martell la Pietat de Miquel Àngel.

## Naixements
Països Catalans
- 1841 - Sabadell (Vallès Occidental): Fèlix Sardà i Salvany, eclesiàstic apologista i escriptor català (m. 1916).[2]
- 1909 - el Grau de València: Agustí Centelles, fotògraf (m. 1985).[3]
- 1917 - El Vilar de Cabó (Alt Urgell): Cebrià Baraut i Obiols, (m. 2003) historiador i monjo benedictí.[4]
- 1945 - Barcelona: Carme Valls i Llobet, metgessa endocrinòloga i política catalana; ha estat diputada al Parlament de Catalunya.[5]
- 1950 - Falset: Joan Giné Masdeu, escriptor i professor català (m. 2025).
- 1961 Perpinyà: Hélène Legrais, historiadora, periodista i escriptora nord-catalana en llengua francesa.[6]
- 1965 - Malabo, Guinea Eq.ː Rita Bosaho Gori, sanitària, activista i política valenciana d'origen equatoguineà; ha estat diputada al Congrés.[7]
- 1980 - Barcelona: Jair Domínguez, escriptor i humorista.
- 1994 - Castelló de la Plana: Gemma Gili Giner, futbolista valenciana, que juga a la Primera Divisió Femenina d'Espanya.[8]

Resta del món
- 1471, Nuremberg: Albrecht Dürer, reconegut pintor i gravador del Renaixement alemany (m. 1528).[9]
- 1527, El Escorial: Felip II de Castella (1527-98), rei de Castella, i d'Aragó i Portugal com a Felip I. (m. 1598)
- 1688, Londres: Alexander Pope, poeta anglès (m. 1744).[10]
- 1746, Londresː Mary Monckton, comtessa de Cork i Orrery i agent literària anglo-irlandesa (m. 1840).[11]
- 1759, Le Pellerin, vora Nantes, Loira Atlàntic,(França): Joseph Fouché, comte d'Òtranto,polític francès,Durant la Revolució Francesa afavorí les mesures més extremistes dels jacobins.Esdevingué cap de policia durant el Directori (m. 1820).[12]
- 1799, Lyme Regis, Anglaterra: Mary Anning, paleontòloga anglesa (m. 1847).[13]
- 1843,:
  - Tramelan, Suïssa: Charles Albert Gobat, polític suís, Premi Nobel de la Pau 1902 (m. 1914).[14]
  - Autun, França: Louis Renault, jurista francès, Premi Nobel de la Pau de 1907 (m. 1918).[15]
- 1844, Laval, França: Henri Rousseau, el Duaner, pintor francès d'estil naïf (m. 1910).[16]
- 1851, París, França: Léon Bourgeois, polític francès, Premi Nobel de la Pau de 1920 (m. 1925).[17]
- 1860, Semarang (Java): Willem Einthoven, metge neerlandès, Premi Nobel de Medicina o Fisiologia de 1924 (m. 1927).[18]
- 1884, Montevideo, Uruguai: Manuel Pérez y Curis, escriptor i poeta uruguaià.
- 1888, Indianàpolis, Indiana: May Aufderheide, compositora estatunidenca de ragtime (m. 1972).[19]
- 1895, Jiquilpan, Michoacán (Mèxic): Lázaro Cárdenas del Río, president constitucional de Mèxic de l'1 de desembre de 1934 al 30 de novembre de 1940 (m. 1970).[20]
- 1901, Gant, Bèlgica: Suzanne Lilar, dramaturga, assagista i novel·lista belga flamenca d'expressió francesa (m. 1992).[21]
- 1904, Nova York: Fats Waller, pianista i organista de jazz, cantant i director d'orquestra nord-americà (m. 1943).[22]
- 1913, Istanbul, Imperi Otomàː Suzan Kahramaner, una de les primeres matemàtiques turques (m. 2006).[23]
- 1917, New Westminster, Colúmbia Britànica (Canadà): Raymond Burr, actor canadenc.
- 1921, Moscou, URSS: Andrei Sàkharov, físic nuclear rus, Premi Nobel de la Pau de l'any 1975 (m. 1989).[24]
- 1923, La Chaux-de-Fonds, Suïssa: Armand Borel, matemàtic (m. 2003).
- 1925, Estocolm, Suècia: Marta Toren, fou una actriu de cinema sueca (m. 1957).[25]
- 1934, Halmstad, Halland (Suècia): Bengt Samuelsson, químic i metge suec, Premi Nobel de Medicina o Fisiologia de l'any 1982.[26]
- 1936, Waltersdorf (Prússia): Günter Blobel, oncòleg i biòleg alemany, Premi Nobel de Medicina o Fisiologia de l'any 1999 (m. 2018).[27]
- 1944, Ballina, Comtat de Mayo (República d'Irlanda): Mary Robinson, política irlandesa, primera dona en ocupar el càrrec de Presidenta d'Irlanda.[20]
- 1947, Copenhaguen: Bjørn Nørgaard, artista danès.
- 1952, Chicago (EUA): Mister T., actor i lluitador de lluita llire.[28]
- 1972, Brooklyn, Nova York (EUA): The Notorious B.I.G., raper nord-americà (m. 1997).[29]
- 1978, Múnic, Alemanya Occidental: Briana Banks, actriu i model fotogràfica dedicada al cinema pornogràfic.
- 1980, Sant Petersburg, Rússia: Olga Peretiatko, soprano russa lírica lleugera, amb facilitat per a la coloratura.[30]
- 1985, Øygarden, Noruega: Alexander Dale Oen, nedador noruec.
- 2002, Sevilla, Andalusia: Elena Huelva Palomo, activista contra el càncer, influencer i escriptora espanyola (m. 2023).

## Necrològiques
Països Catalans
- 1877 - Reus, Baix Camp: Pere Mata i Fontanet, metge català (n. 1811).[31]
- 1966 - Barcelona: Ricard Opisso i Sala, dibuixant i caricaturista català (n. 1880).[32]
- 2020 - Lluís Juste de Nin, dibuixant, il·lustrador, ninotaire, i director creatiu de la marca Armand Basi (n. 1945).[33]

Resta del món
- 1619 - Pàdua: Hieronymus Fabricius: pioner en l'anatomia i la cirurgia, considerat "pare de l'embriologia" (n. 1533).[34]
- 1639 - París, França: Tommaso Campanella, poeta i filòsof italià (n. 1568).[35]
- 1806 - Aranjuez (Espanya) : Maria Antònia de Nàpols, Princesa de les Dues Sicílies amb l'habitual tractament d'altesa reial dels membres d'aquesta casa sobirana.
- 1911 - Boston, Massachusetts: Williamina Fleming, astrònoma estatunidenca (n. 1857).[36]
- 1920 - Puebla (Mèxic): Venustiano Carranza Garza, va ser el primer cap de l'exèrcit constitucionalista i president constitucional de Mèxic en dues ocasions (n. 1859).[20]
- 1935 - Chicago, Illinois (EUA): Jane Addams, sociòloga nord-americana, Premi Nobel de la Pau de 1931 (n. 1860).[37]
- 1949 - Canes (França): Klaus Mann, escriptor alemany (n. 1906[38]).
- 1964 - Göttingen, Alemanya: James Franck, físic i químic alemany, Premi Nobel de Física de 1925 (n. 1882).[39]
- 1966 - París: Marya Freund, soprano polonesa nacionalitzada francesa (n. 1876).[40]
- 1973 - Moscou (Rússia): Ivan Kónev (en rus: Ива́н Степа́нович Ко́нев, comandant militar soviètic (n. 1897).[20]
- 1980 - Nova York: Ida Kamińska, actriu polonesa (n. 1899).[41]
- 1981 - Les Bordes-sur-Lez, Arieja: Marcel·lí Massana i Bancells, guerriller antifranquista (n. 1918).[42]
- 1991 - Sriperumbudur (Índia): Rajiv Gandhi, fou el sisè Primer ministre de l'Índia. (n. 1944).[20]
- 1993 - Madrid: Pilar Brabo Castells, física i política espanyola (n. 1943).[43]
- 1995 - Amsterdam: Annie M. G. Schmidt, escriptora neerlandesa, considerada una de les més grans escriptores del seu país (n.1911).[44]
- 2000
  - Aylesbury, Buckinghamshire, Anglaterra) : John Gielgud , actor britànic.
  - Camfield Place, prop de Hatfield, Hertfordshire, Anglaterra: Barbara Cartland, escriptora anglesa (n. 1901).[45]
- 2002 - San Diego, Califòrnia: Niki de Saint Phalle, escultora, pintora i cineasta francesa (n. 1930).[46]

## Festes i commemoracions
- Festa local de Músser, a la comarca de la Cerdanya.
- Dia Mundial de la Diversitat Cultural per al Diàleg i el Desenvolupament.
- Xile: Dia de les Glòries Navals.

### Santoral

#### Església Catòlica
- Sants al Martirologi romà (2011): Timoteu de Mauretània, diaca i màrtir; Polieucte de Cesarea, màrtir; Màrtirs de la Pentescosta d'Alexandria; Patern de Vannes, bisbe; Hospici de Niça, eremita; Manci d'Èvora, màrtir; Teobald de Viena bisbe; Hemming de Turku, bisbe; Eugène Mazenod, bisbe; Cristóbal Magallanes Jara i companys màrtirs de Mèxic.
  - Beats al Martirologi: Jean Mopinot, màrtir; Manuel Gómez González i Adilio Daronch, màrtirs al Brasil.
- Sants i beats no inclosos al Martirologi: 
  - Sants: Beini, Fabi, Emmanuel i Ferm, cossos sants; Nicòstrat i Antíoc de Cesarea, màrtirs; Víctor de Cesarea i companys, màrtirs; Gisela de Chelles o Isberga, abadessa; Silas de Lucca, eremita; Godric de Durham, eremita; Pietro Parenzo, podestà i màrtir; Hermann Joseph de Steinfeld (a Colònia (Alemanya)).
  - Beats: Enric VI d'Anglaterra, rei (en alguns santorals); Caterina de Cardona, eremita carmelita.
- Venerats a l'Orde de la Mercè: Lluci del Riu (a l'Orde de la Mercè).

#### Església Ortodoxa (segons el calendari julià)
- Se celebren els corresponents al 3 de juny del calendari gregorià.

#### Església Ortodoxa (segons el calendari gregorià)
Corresponen als sants del 8 de maig del calendari julià litúrgic:
- Sants Joan l'Evangelista, apòstol; Arseni el Gran; Arseni de Novgorod, foll per Crist; Arseni de les Caves de Kíev, l'Amant del Treball; Hièrax d'Egipte; Macari de Gant, bisbe; Emèlia, mare dels sants Macrina, Basili el Gran i Gregori de Nyssa; Mil·les el Mèlode, monjo; guariment miraculós del cec Esteve per la Mare de Déu de Cassiopia; repòs de Miquel de Valaam (1934); repòs de Basilisc d'Úglitx (1863).

#### Església Copta
- 13 Bashans: sant Arseni el Gran.

#### Església Episcopal dels Estats Units
- John Eliot, missioner dels algonquins.

#### Església Luterana
- Sant Constantí I el Gran, emperador, i Elena de Roma (commemoració).